# 호계중학교 (경기)
호계중학교(虎溪中學校)는 대한민국 경기도 안양시 동안구 호계동에 있는 공립 중학교이다.

## 학교 연혁
- 1987년 12월 4일 : 교사준공. 보통교실 11, 관리실 3, 특별교실 1, 화장실 4
- 1987년 12월 12일 : 호계중학교 인가 (1학년 11학급, 계 33학급)
- 1988년 3월 1일 : 초대 목세균 교장 취임
- 1988년 3월 5일 : 제1회 신입생 입학 (11학급 611명)
- 1990년 5월 1일 : 진로교육 시범학교 지정(도지정)
- 1991년 2월 11일 : 제1회 졸업식 (11학급 609명)
- 2014년 11월 6일 : 한마루관 다목적체육관 개관식
- 2019년 3월 1일 : 혁신학교 지정
- 2021년 9월 1일 : 제14대 김재연 교장 취임
- 2024년 1월 5일 : 제34회 졸업식(6학급 170명, 누계 14,585명)
- 2024년 3월 4일 : 제37회 입학식(7학급 214명)

## 참고 자료
- 호계중학교 - 한국교육학술정보원 학교알리미